# Barylypa meridionator
Barylypa meridionator là một loài tò vò trong họ Ichneumonidae.